# Radana
Grusza 'Radana' – odmiana uprawna (kultywar) gruszy należąca do grupy grusz zachodnich otrzymanych w Czechach. Ta letnia odmiana została wyhodowana przez J. Boumę w Stacji Doświadczalnej w Techobužicach. Jest krzyżówką odmian Dobra Ludwika i Faworytka. Od 1994 roku w czeskim rejestrze odmian. W Polsce odmiana stosunkowo nowa, choć oprócz doświadczeń spotykana już w wielu sadach produkcyjnych. Ze względu na wczesną porę dojrzewania może stanowić konkurencję dla powszechnie uprawianej letniej odmiany Faworytka (Klapsa).

## Morfologia
PokrójDrzewo początkowo rośnie silnie, później wzrost słabnie. Korona rozłożysta o mocnej konstrukcji, bez tendencji do zagęszczania się, dająca się łatwo formować. Odmiana owocuje na krótkopędach.
OwoceŚredniej wielkości, szerokostożkowate, regularne. Skórka zielonożółta, pokryta w dużej części intensywnym, cynobrowym rumieńcem. Powierzchnia gładka, bez ordzawień. Szypułka długa. Miąższ żółtawy, soczysty, kruchy, aromatyczny, kwaskowato-słodki.

## Zastosowanie
Letnia odmiana deserowa. Polecana zarówno do uprawy towarowej jak i amatorskiej. 

## Uprawa
Bardzo wcześnie wchodzi w okres owocowania, nawet szczepiona na gruszy kaukaskiej (3–4 rok po posadzeniu) owocuje corocznie, równomiernie i obficie. Kwitnie wcześnie. Wskazane jest przerzedzanie zawiązków, ponieważ zawiązanie owoców bywa bardzo obfite a ponadto wiąże owoce po kilka w kwiatostanie (pęczkami), co powoduje pogorszenie ich jakości.

### Podkładka i stanowisko
W uprawach intensywnych najlepiej szczepić ją na pigwie, ale ze względu na niezgodność fizjologiczną zaleca się stosowanie pośredniej. 

### Zdrowotność
Na mróz średnio wrażliwa, na parcha dość tolerancyjna, wrażliwa na zarazę ogniową.

### Zbiór i przechowywanie
Zbiór owoców najczęściej przypada na koniec pierwszej dekady sierpnia, około tygodnia wcześniej niż Faworytki, owoce po dojrzeniu nie opadają. Dojrzewa nierównomiernie i dlatego zaleca się co najmniej dwukrotny zbiór. Do spożycia nadają się w kilka dni po zbiorze. W chłodni przechowują się do 6–8 tygodni.